# جورج بيتش
جورج بيتش (بالإنجليزية: George Beech)‏ (1892 بشفيلد في المملكة المتحدة - 1964) هو لاعب كرة قدم بريطاني (وحمل سابقاً جنسية المملكة المتحدة لبريطانيا العظمى وأيرلندا) في مركز الظهير. لعب مع برايتون أند هوف ألبيون وشيفيلد وينزداي وEbbw Vale F.C. ‏ وBridgend Town A.F.C. ‏.